# Близькості
Близькості (англ. Intimacies) — четвертий роман Кеті Кітамури, що вийшов 20 липня 2021 року.

## Сюжет
Жінка без імені залишає Нью-Йорк, де нещодавно помер її батько, і переїжджає до Гааги, Нідерланди, щоб працювати перекладачкою у Міжнародному кримінальному суді. Жінці доручено бути перекладачкою колишнього президента західноафриканської країни, якого судять за воєнні злочини.

## Створення
Кітамура відвідала судовий процес у Міжнародному кримінальному суді над Лораном Ґбагбо, художній образ якого з'являється у романі «Близькості». Права на публікацію придбав Джонатан Кейп у лютому 2021 року.

## Прийняття
Відповідно до Book Marks, книжка отримала «позитивний» консенсус на основі двадцяти трьох рецензій: одинадцять «захопливих», шість «позитивних», чотири «змішані» та дві «критичні». У номері Bookmarks за серпень/вересень 2021 року книжка отримала чотири зірочки з п’яти. У критичному огляді журналу йдеться: «Кітамура блискуче зображує значення та те, як слова спотворюються, але стосунки в романі здаються непевними (особливо між оповідачкою та воєнним злочинцем)».
Роман «Близькості» увійшов до списку книжок, які Барак Обама рекомендував на літо 2021 року. У рецензії для The New York Times Двайт Ґарнер описав книжку як «напружений, примхливий роман, який цілеспрямовано рухається між світами». Рон Чарльз зробив огляд на книгу для Washington Post. Брендон Ю порівняв цей твір із третім романом Кітамури «Розлука». 2021 року роман «Близькості» потрапив у довгий список Національної книжкової премії з художньої літератури. Його було обрано до списку «10 найкращих книжок 2021» від New York Times Book Review.

## Переклад українською
2024 року у видавництві «Ще одну сторінку» вийшов український переклад роману. Перекладачка — Юлія Куліш.

## Зовнішні посилання

### Критика українською
- Інтимність серед відчуженості в «Близькостях» Кеті Кітамури 28 May 2025